# Rik Jansseune
Hendrik (Rik) Jansseune (2 maart 1924 – 12 augustus 1991) was een Vlaams illustrator van talloze boeken en tijdschriften.

## Levensloop

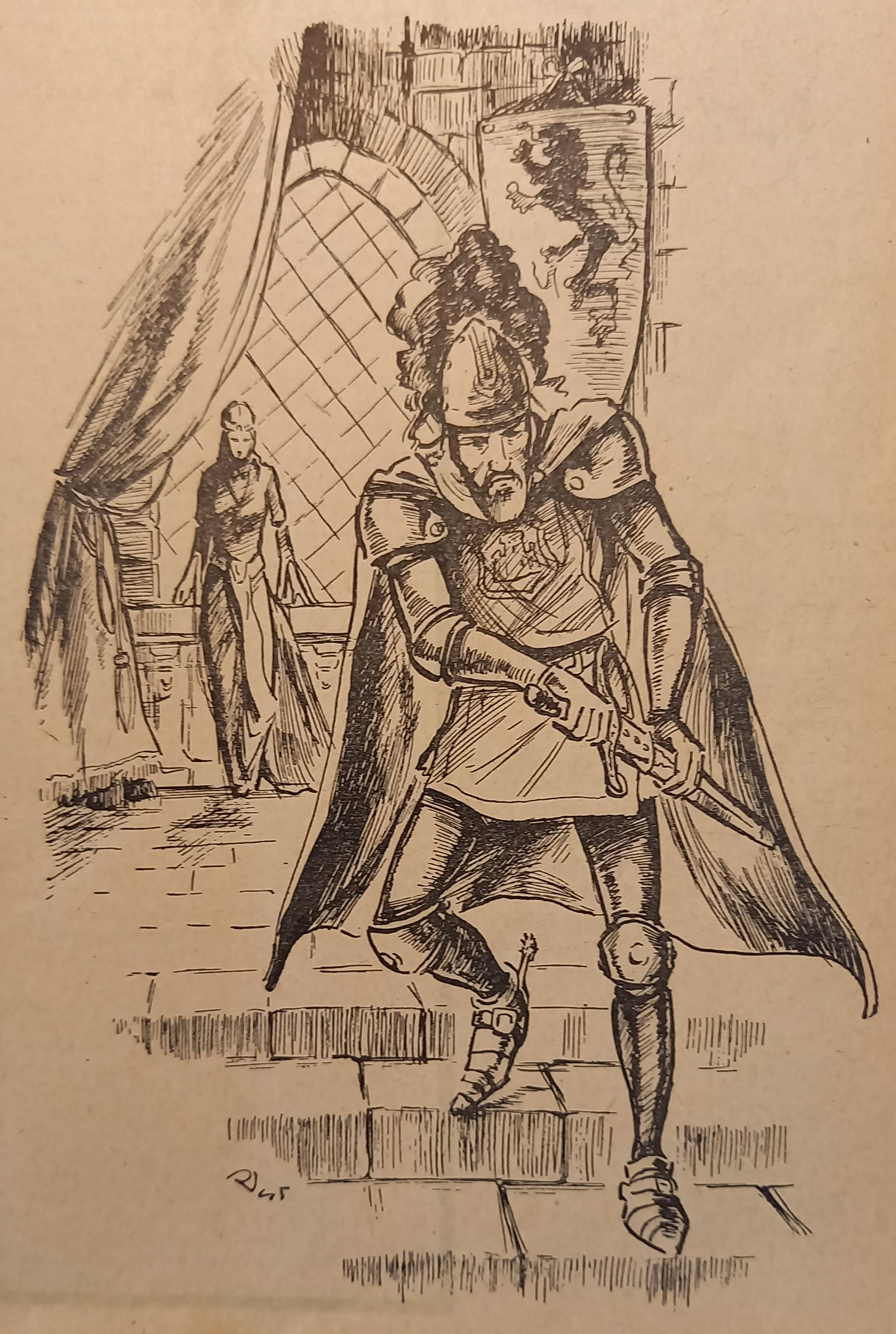
pentekening uit Trouw (1954)

Rik was zoon van de West-Vlaamse officier Henri-August Jansseune en groeide begin twintigste eeuw op in Deurne waar hij actief lid was van de Chirogroep Jongensbond Sint-Rochus. Reeds als tiener voorzag hij het gestencild ledenblad Trouw van deze jeugdbeweging van talloze tekeningen. Dit blad groeide later uit tot het nationaal jongensblad van Chirojeugd, waardoor hij de kans kreeg om in het nationale tijdschrift tijdens de periode 1944 tot 1955 de omslag van vele nummers van pentekeningen te voorzien en artikels te illustreren. Ook prenten van de Chiro-jaarkalenders en illustraties van de tijdschriften Ons Leven en Lente werden door hem getekend.
Als begenadigd gitarist nam hij tijdens zijn studententijd en daarna deel aan zang- en muziekevenementen. Hij behaalde de graad van doctor in de rechten aan de K.U.Leuven, maar door zijn brede culturele belangstelling en zijn artistieke begaafdheid hield hij zich liever bezig als illustrator en schilder van aquarellen. Hij schreef als freelancer voor de krant De Standaard. 
Een lange lijst boeken van Vlaamse en Nederlandse schrijvers waaronder Aster Berkhof, Maria De Lannoy en Carel Beke werden door hem geïllustreerd. Zijn tekeningen hadden dikwijls een geschiedkundige of godsdienstige achtergrond. Hij tekende onder meer de kruisweg van de H. Lodewijk van Montfortkerk te Deurne.

## Werken (selectie)
- Beke, Carel (1954). Anita. Sheed & Ward.
- Beke, Carel (1954). Sigurd, de Noorman. Sheed & Ward.
- Pauwels, Yvonne (1954). Martine. Sheed & Ward.
- Berkhof, Aster (1955). Ik zal je leren. Sheed & Ward.
- de Lannoy, Maria (1955). De Fonteintjes. Sheed & Ward.
- de Lannoy, Maria (1955). Toen Ireentje kwam. Sheed & Ward.
- Leeman, Cor Ria (1955). Parsival, de reine dwaas. Jozef Van In & C°.
- De Vleeschouwer-Verbraeken (1955). Een uil vloog over!. Sheed & Ward.
- De Vleeschouwer-Verbraeken, Maria (1955). Op lange latten. Sheed & Ward.
- Kennes, Walter (1955). Drie jongens in een duikboot. Sheed & Ward.
- Van Marcke, Leen (1955). Joke. Sheed & Ward.
- Van Marcke, Leen (1955). Mark en zijn nichtje. Sheed & Ward.
- Van Sichem, Renaat (1955). De vier in't Goudland. Sheed & Ward.
- Verhavert, Yolande (1955). In het portaaltje van het leven. Standaard Boekhandel.
- Bergius, C.C. (1956). Noodlanding in de steppe. Nederland's Boekhuis.
- de Lannoy, Maria (1956). De hobbelige weg. Sheed & Ward.[dode link]
- de Lannoy, Maria (1956). De wraak van de kabouters. Sheed & Ward.
- de Lannoy, Maria (1956). Hokus Pokus. Sheed & Ward.
- Dyckhoff-Ceunen, Germaine (1956). Lente voor Marina. Sheed & Ward.
- Ilegems, Elsa (1956). Peter en Hans. Sheed & Ward.
- Pauwels, Yvonne (1956). Bloesem in de storm. Sheed & Ward.
- Peeters, Eugene (1956). Tuurke kabouter. Sheed & Ward.
- Trio, Dita (1956). Robijntje deserteert. Sheed & Ward.
- Van Dael, Juul (1956). Het sneeuwmeisje en andere kerstsprookjes. Sheed & Ward. Gearchiveerd op 17 maart 2024. Geraadpleegd op 17 maart 2024.
- Van Ulven, Wout (1956). Frank waagt het er op!. Sheed & Ward.
- Verhavert, Yolande (1956). In het portaaltje van het leven. Standaard Boekhandel.
- Waller, Jackie (1956). In het wondere feeënland. Sheed & Ward.
- Miller, Albert G. (1959). Fury, de hengst van de Broken Wheel ranch. Zuid-Nederlandse Uitgeverij, Amsterdam.
- Bauer, Josef Martin (1967). De witte hel. DAP-Reinaert.
- Lulu Eeckels (1970). Zo oud en zo nieuw. Saeftinge.
- Lindekruis, T. (1987). Betsy Buelens. Vlaamsche Boekcentrale.
- Boeve, Geert. Ik en de wattman. De Vlaamse linie-stichting.
- de Lannoy, Maria. Roel op walvisvangst. Zuid-Nederlandse Uitgeverij.
- De Vleeschouwer-Verbraeken, Maria. De goede haven. Sheed & Ward.
- Dyckhoff-Cuenen, Germaine. Hou je kranig, Vera!. Sheed & Ward.
- van der Ryken, Carry. De wereld van Miek. Sheed & Ward.[dode link]

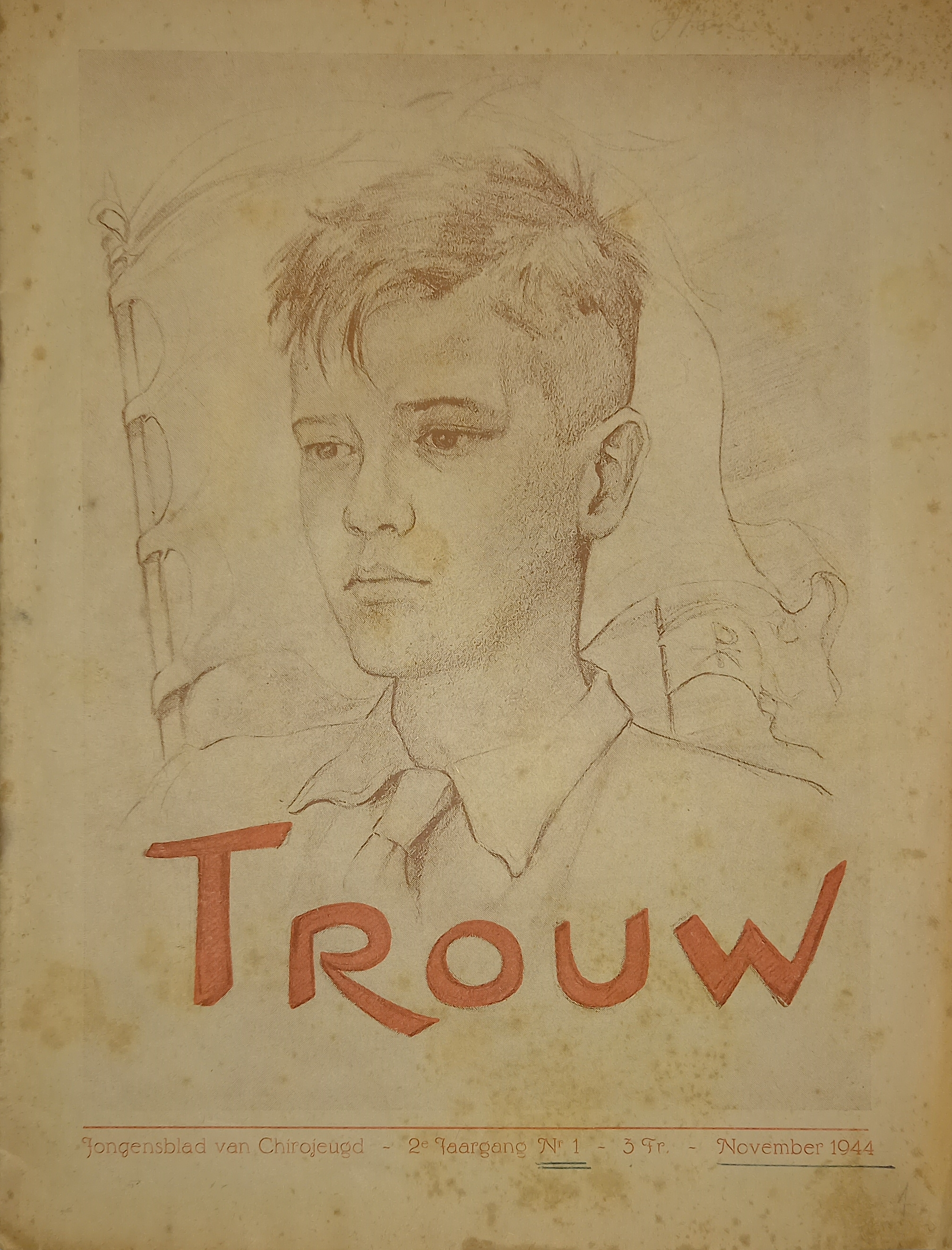
Trouw nr. 1 (1944)
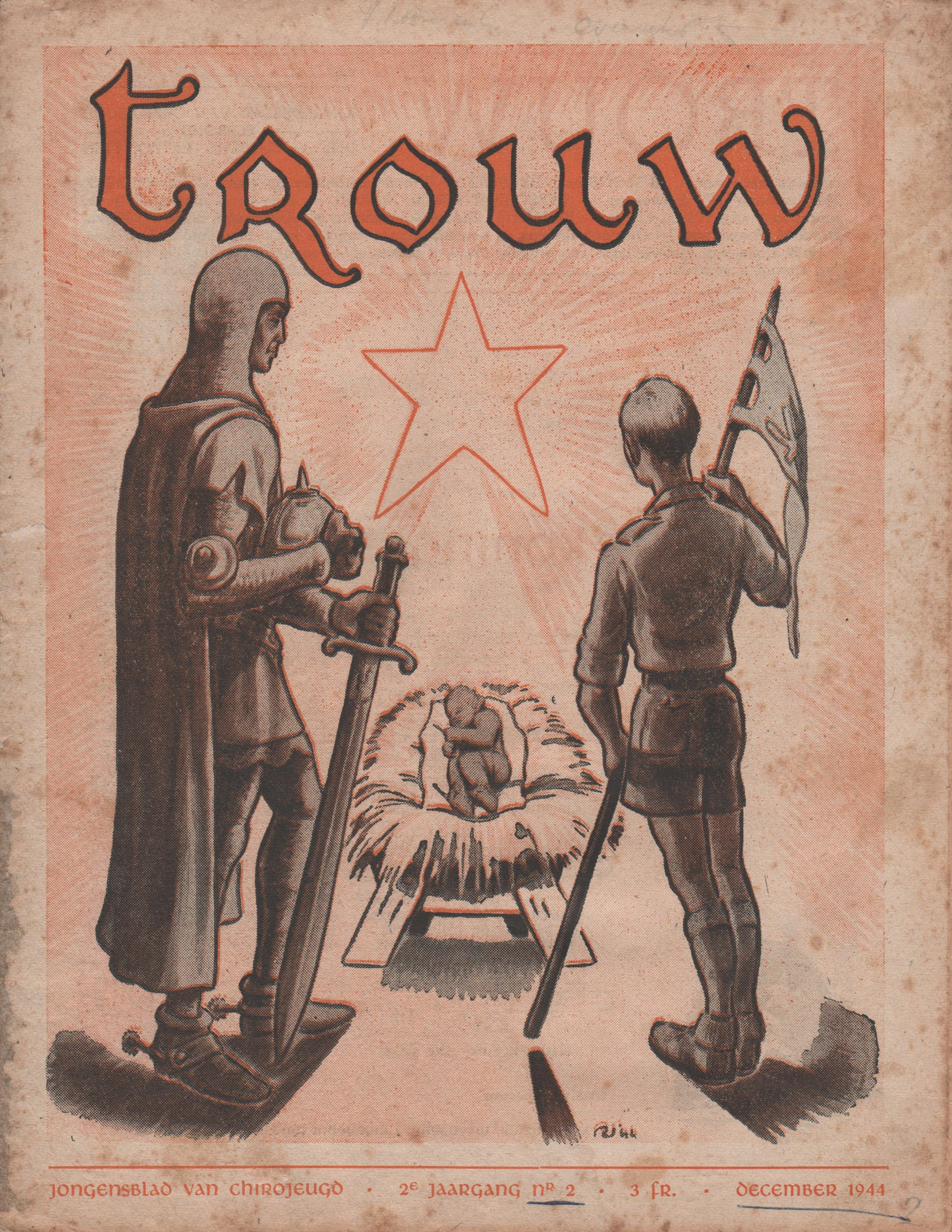
Trouw nr. 2 (1944)
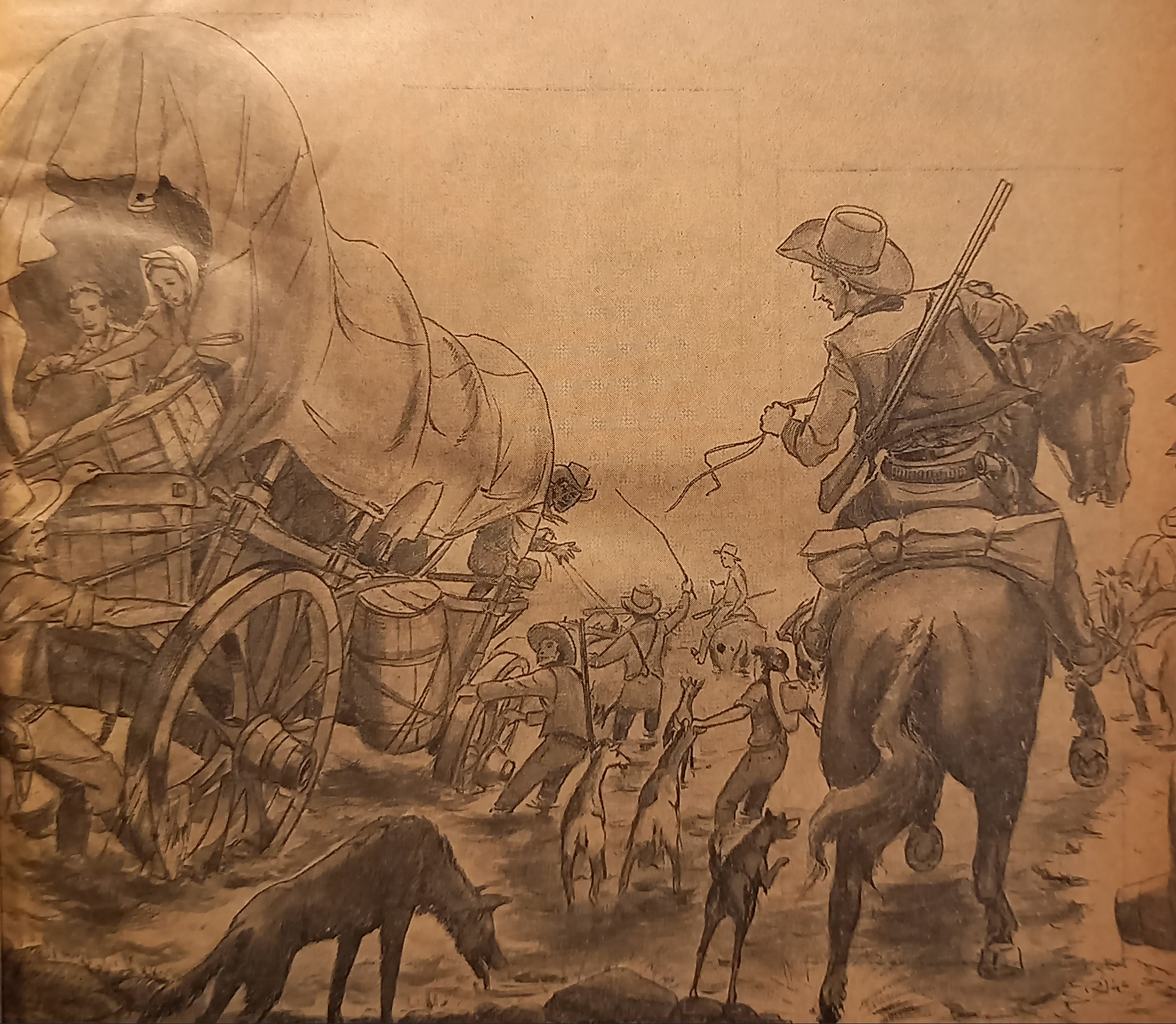
pentekening Trouw (1947)
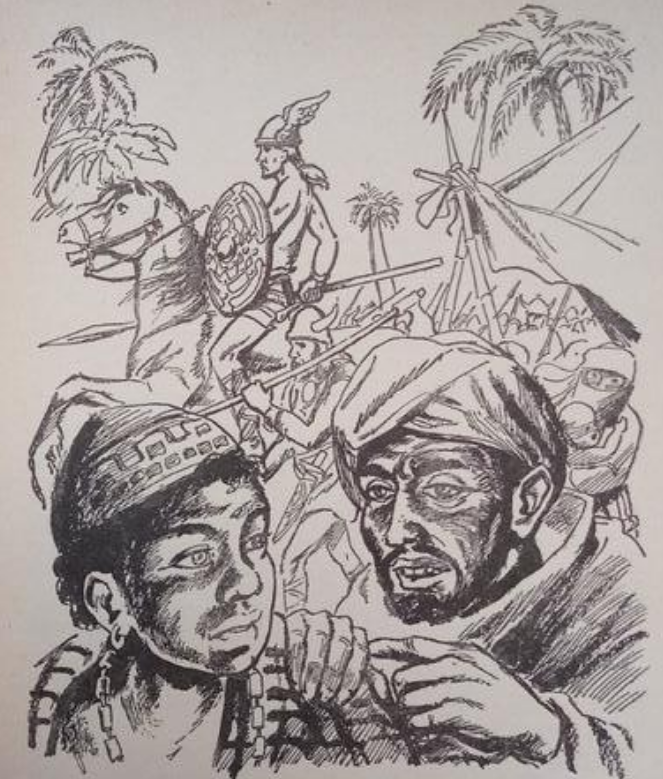
Sigurd de Noorman - pentekening (1954)
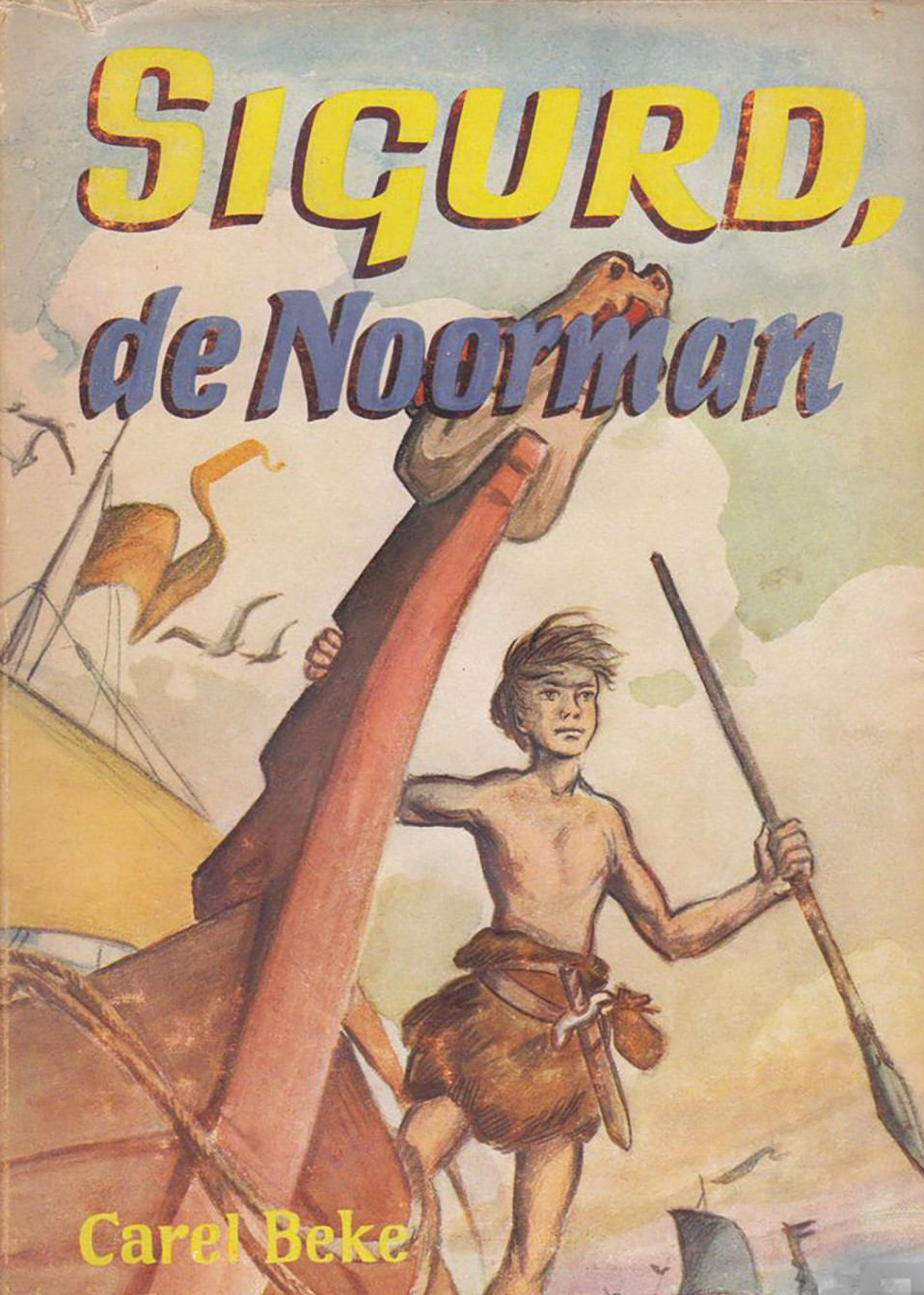
Sigurd de Noorman (1954)
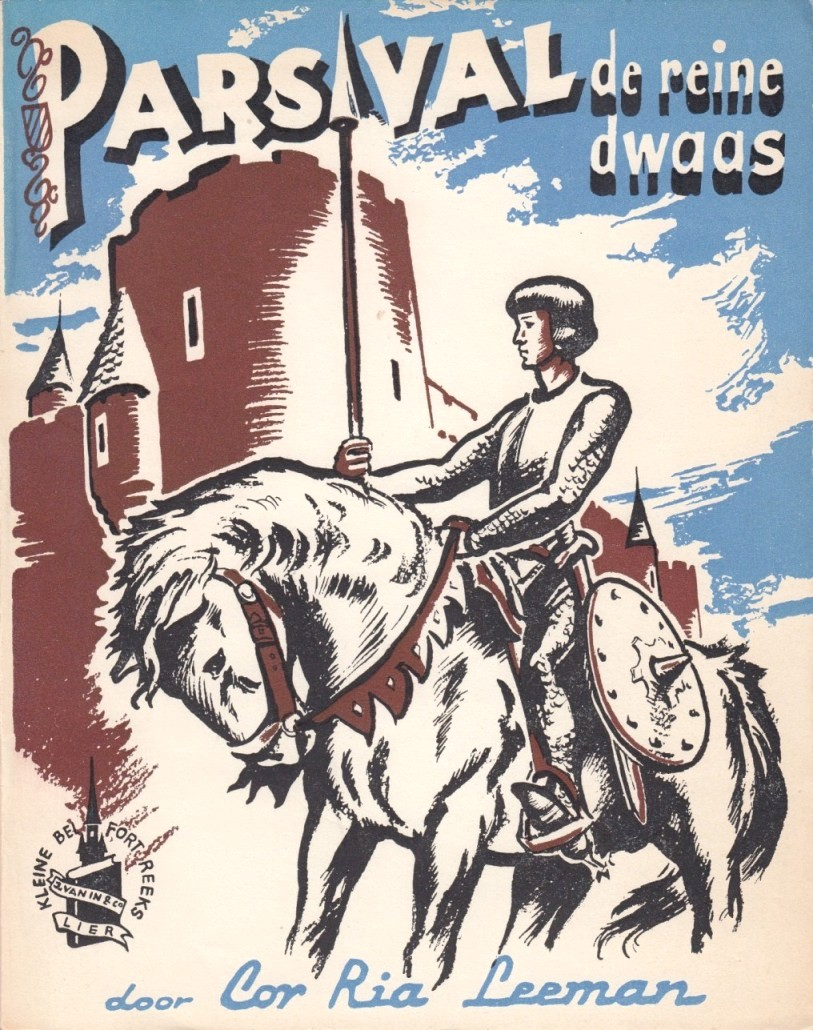
Parsival, de reine dwaas (1955)
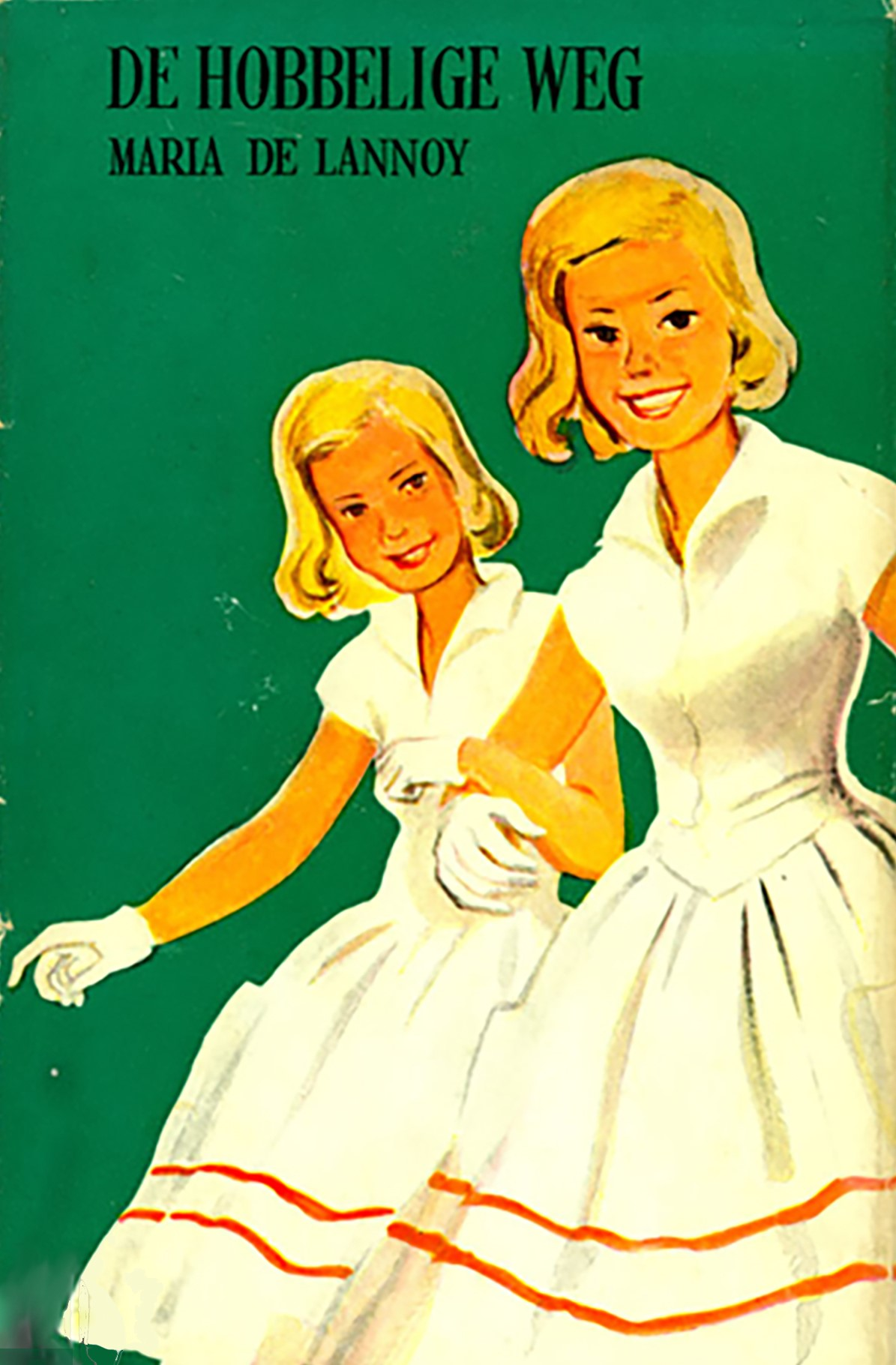
De hobbelige weg. (1956)
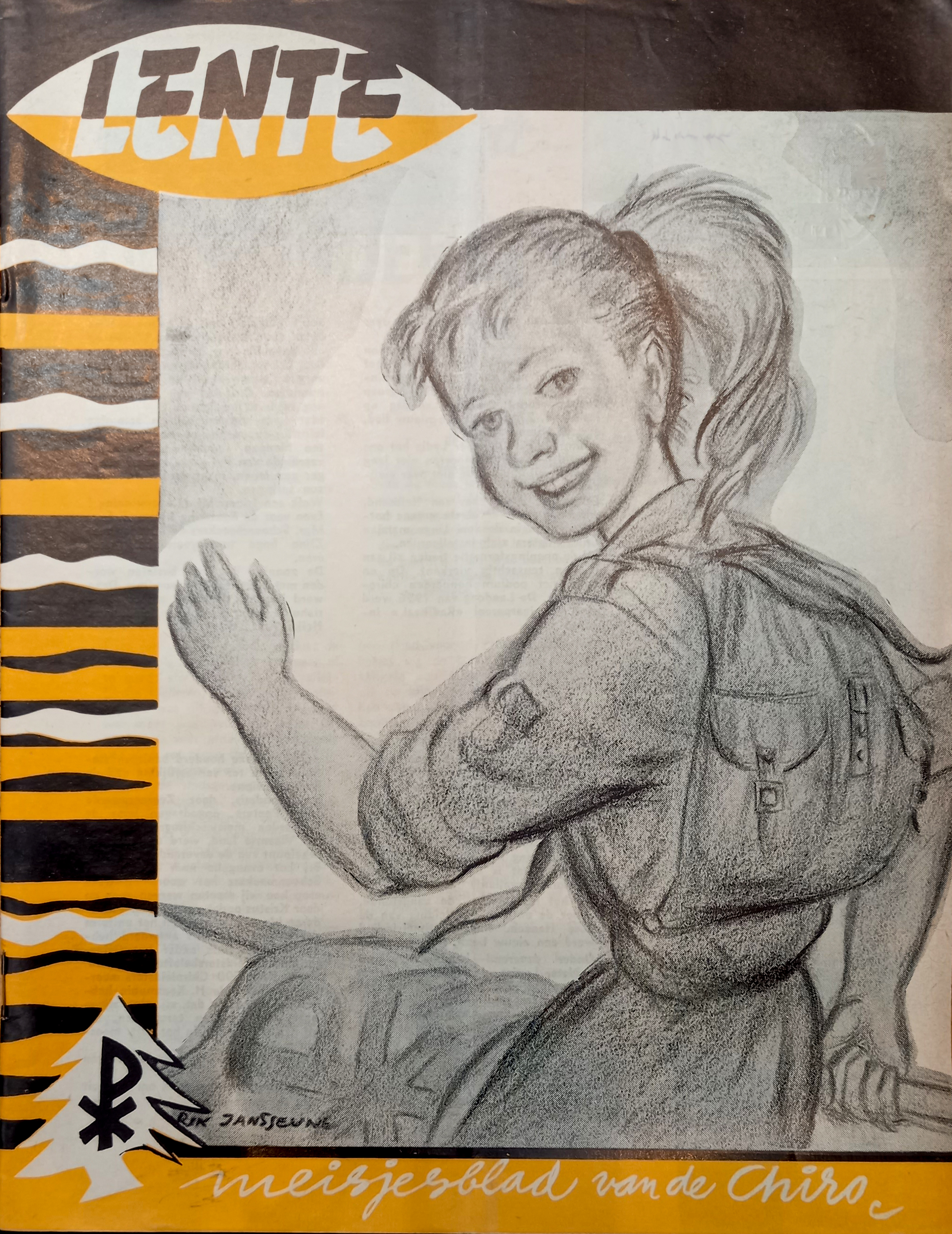
Lente (1956)

- International Standard Name Identifier: 0000 0003 9231 0286
- Virtual International Authority File: 286296629
- WorldCat: E39PCjwGfYJBcmKhJkrDxVktw3